# تشارلز هنري هيتشكوك
تشارلز هنري هيتشكوك (بالإنجليزية: Charles Henry Hitchcock)‏ هو أستاذ جامعي وجيولوجي أمريكي، ولد في 23 أغسطس 1836 في أميرست في الولايات المتحدة، وتوفي في 5 نوفمبر 1919 في هونولولو في الولايات المتحدة.